# Екатерина Великая (фильм)
«Екатери́на Вели́кая» (нем. Katharina die Große) — германо-австрийский двухсерийный телефильм 1996 года режиссёра Марвина Джей Чомски с актрисой Кэтрин Зетой-Джонс в главной роли Екатерины Великой.

## Сюжет
Оказавшись в политическом браке без любви с царевичем Петром, племянница императрицы Елизаветы, молодая немецкая принцесса София Августа Фредерика, ставшая Екатериной после обращения в православие, планирует своё восхождение на престол. После смерти Елизаветы и коронации Петра, она с помощью любовника генерала Орлова свергает своего неумелого и неспособного править мужа и провозглашает себя императрицей России.

## В ролях
- Кэтрин Зета-Джонс — императрица Екатерина II
- Пол МакГанн — Григорий Потёмкин
- Йен Ричардсон — граф Воронцов
- Брайан Блессид — Бестужев-Рюмин
- Джон Рис-Дейвис — Емельян Пугачёв
- Ханнес Янике — император Пётр III
- Крейг МакЛоклен — Салтыков
- Аньес Сораль — графиня Прасковья Брюс
- Марк МакГэнн — граф Григорий Орлов
- Стефен МакГэнн — граф Алексей Орлов
- Карл Джонсон — Шешковский
- Вероника Феррес — графиня Воронцова
- Мел Феррер — патриарх
- Тим Макиннерни — сумасшедший монах
- Омар Шариф — Разумовский
- Хорст Франк — граф Шверин, флигель-адъютант
- Вернон Добчефф — Нарышкин
- Кристоф Вальц — Василий Мирович
- Жанна Моро — императрица Елизавета Петровна

## Съёмки
Двухсерийный телефильм совместного производства был задуман как масштабный проект с бюджетом в 30 миллионов марок. Продюсером и режиссёром выступил Марвин Джей Чомски, в середине 1980-х годов бывший режиссером двух других телепостановок из истории России — многосерийного фильма «Пётр Великий» и телефильма «Анастасия: Загадка Анны».
Был собран международный звёздный состав с Жанной Моро (сыгравшая царицу Елизавету, а ранее, в фильме 1969 года «Екатерина Великая» игравшая саму Екатерину II), Мелом Феррером, Омаром Шарифом, однако, на главную роль он выбрал ранее неизвестную валлийскую актрису Кэтрин Зета-Джонс, которая убедила режиссёра в своем таланте на кинопробах на роль. Было задействовано 3000 статистов.
Чтобы воссоздать пышность русского двора 18-го века, было использовано более 2000 костюмов, специально сделанных в Италии, из которых 40 только для персонажа Кэтрин Зета-Джонс. Художником по костюмам выступила Барбара Баум. Благодаря значительному бюджету, были приобретены подлинные исторические вещи, в том числе иконы.
Съемки велись на киностудии Babelsberg, натурные съёмки велись в дворце Сан-Суси и замка Кройценштейн, некоторые сцены были отсняты в России: Москве и Санкт-Петербурге.

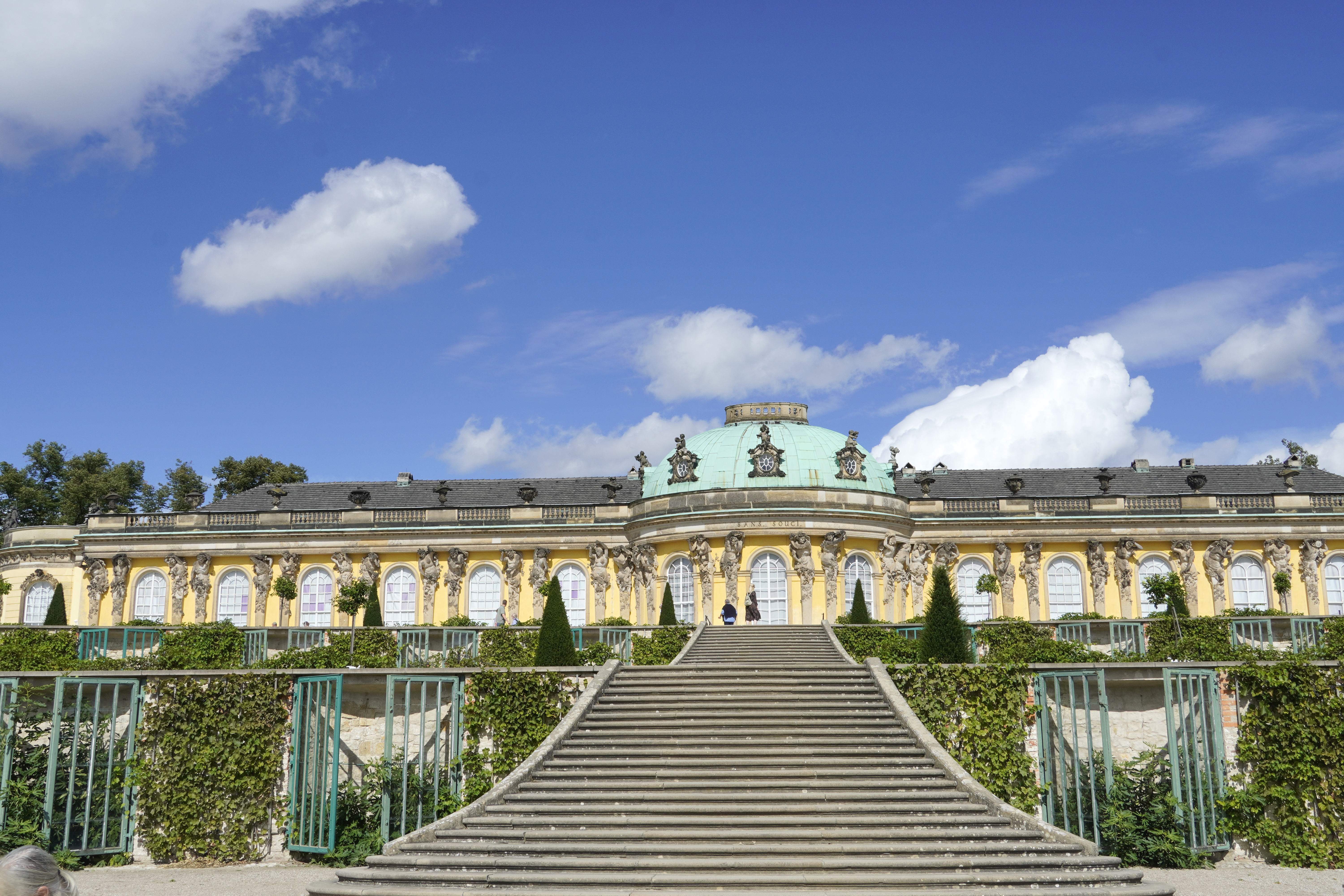
Дворцовые сады Сан-Суси, Германия, место съемок фильма
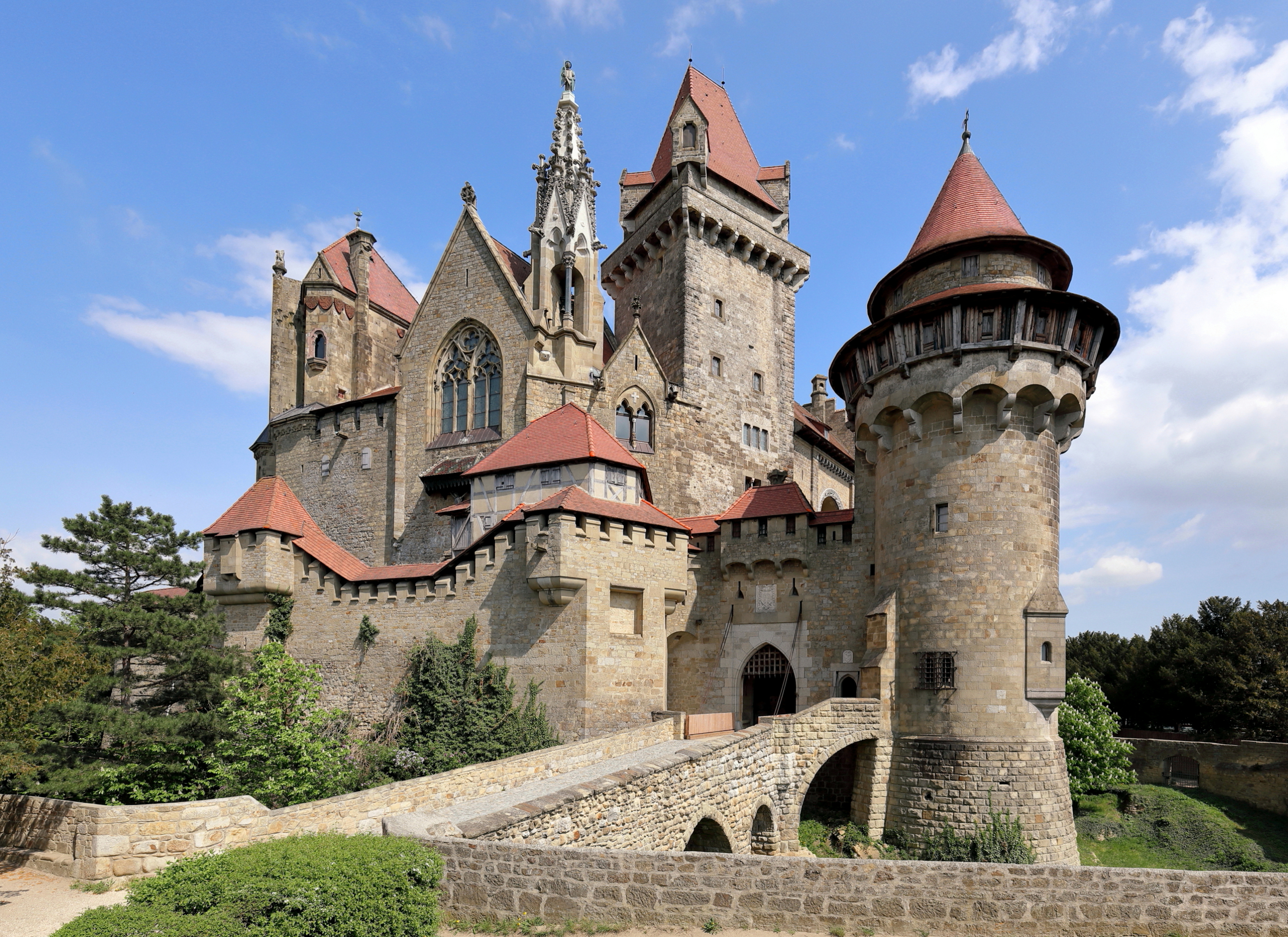
Замок Кройценштайн, Австрия, место съёмок фильма

## Показ
Премьера состоялась 11 февраля 1995 года на Телевизионном фестивале в Монте-Карло.
В Германии сериал показан в один вечер 28 апреля 1996 года на телеканале Arte, получив отличную критику и значительный зрительский успех, немецкий журнал «TV Spielfilm» охарактеризовал мини-сериал как «захватывающий исторический фильм», в котором «высококлассный ансамбль с удовольствием предается игре в интриги», резюмируя: «Правдивый, хорошо поставленный и снятый».
В Италии показ состоялся 14 июля 1998 года в прайм-тайм на телеканале Rai 2 в виде 95-минутного телефильма, с несколькими полностью исключенными сюжетными линиями.
В США также в виде телефильма, но отличного от транслировавшегося в Италии, длительностью 100 минут был выпущен на VHS и DVD в 2001 году на лейбле A&E Home Video.

## Фестивали и награды
- 1995 — Телевизионный фестиваль в Монте-Карло — участие в фестивале.
- 1996 — Австрийская телепремия «Romy» — за лучший продюсерский проект.